# Општина Бертештиј де Жос (Браила)
Бертештиј де Жос (рум. Berteştii de Jos) општина је у Румунији у округу Браила.
Oпштина се налази на надморској висини од 4 m.